# Naïm Sliti
Naïm Sliti (ar. نعيم سليتي, ur. 27 lipca 1992 w Marsylii) – tunezyjski piłkarz, występujący na pozycji lewego pomocnika w saudyjskim klubie Ettifaq FC.

## Kariera piłkarska
Swoją karierę piłkarską Sliti rozpoczął w klubie CS Sedan. W sezonie 2010/2011 grał w jego rezerwach, a 26 sierpnia 2011 zadebiutował w pierwszym zespole w Ligue 2 w zremisowanym 1:1 domowym meczu z FC Metz. W sezonie 2012/2013 spadł z Sedanem do Championnat National.
Latem 2013 Sliti przeszedł do Paris FC. Swój debiut w nim zaliczył 20 września 2013 w przegranym 0:3 wyjazdowym meczu z Vannes OC. W Paris FC spędził rok.
W 2014 roku Sliti został zawodnikiem klubu Red Star. Swój debiut w nim zanotował 8 sierpnia 2014 w przegranym 1:3 wyjazdowym meczu z Amiens SC. W sezonie 2014/2015 wywalczył z Red Starem awans do Ligue 2.
Latem 2016 roku Sliti został wypożyczony do pierwszoligowego Lille OSC. W Lille zadebiutował 28 października 2016 w przegranym 0:1 domowym spotkaniu z Paris Saint-Germain. W 2019 został piłkarzem saudyjskiego Ettifaq FC.
| Sezon   | Klub       | Kraj    | Rozgrywki            | Mecze | Gole |
| ------- | ---------- | ------- | -------------------- | ----- | ---- |
| 2010/11 | CS Sedan B | Francja | CFA 2                | 13    | 3    |
| 2011/12 | CS Sedan   | Francja | Ligue 2              | 28    | 2    |
| 2012/13 | CS Sedan   | Francja | Ligue 2              | 20    | 1    |
| 2013/14 | Paris FC   | Francja | Championnat National | 4     | 0    |
| 2013/14 | Paris FC B | Francja | CFA 2                | 14    | 9    |
| 2014/15 | Red Star   | Francja | Championnat National | 28    | 8    |
| 2015/16 | Red Star   | Francja | Ligue 2              | 38    | 4    |
| 2016/17 | Red Star   | Francja | Ligue 2              | 2     | 0    |
| 2016/17 | Lille OSC  | Francja | Ligue 1              |       |      |

## Kariera reprezentacyjna
W reprezentacji Tunezji Sliti zadebiutował 3 czerwca 2016 roku w wygranym 3:0 meczu kwalifikacji do Pucharu Narodów Afryki 2017 z Dżibuti. W 2017 roku został powołany do kadry na Puchar Narodów Afryki 2017. Reprezentował swój kraj na mistrzostwach świata w 2018 i 2022.